# Pirati s Kariba: Na kraju svijeta
Pirati s Kariba: Na kraju svijeta (Pirates of the Caribbean: At World's End) je pustolovni pomorski ep i nastavak filma Pirati s Kariba: Mrtvačeva škrinja. Naslov filma je dugo bio predmet rasprava. Kompanija Disney je demantirala vijest da će naziv filma biti At World's End (Na kraju svijeta) i objavila da će naziv biti At Worlds End (Na kraju svjetova). No na internetu je pušten u opticaj neslužbeni poster filma na kojem kao naziv filma piše At World's End. Scenarist Terry Rossio je potvrdio da su se dugo premišljali između naziva Worlds End i At Worlds End ali da su na kraju odlučili da će naziv ipak biti At World's End. Snimanje filma je završeno početkom 2007. a premijera je bila zakazana za 25. svibnja 2007., ali je održana 20. svibnja 2007. u Disneylandu.

## Radnja
Veliki dani piratstva prolaze. Will Turner (Orlando Bloom) i njegova zaručnica Elizabeth Swann (Keira Knightley) udružuju snage sa starim neprijateljem, piratskim kapetanom Barbossom (Geoffrey Rush) kako bi spasili prijatelja Jacka Sparrowa (Johnny Depp) koji je zatočen u čistilištu Davyja Jonesa dok zastrašujući sablasni brod, Leteći Holandez i Davy Jones, pod kontrolom Istočnoindijske trgovačke kompanije šire pustoš preko Sedam mora i uništavaju svaki piratski brod koji susretnu. Ploveći između izdaje, nepovjerenja i divljih i opasnih voda, Will, Elizabeth i Barbossa moraju probiti put do egzotičnog Singaporea i suočiti se s podmuklim azijskim piratom Sao Fengom (Chow Yun-Fat) koji predvodi bandu plaćenika. Sada zaglavljeni između "Krajeva svijeta", svatko od njih mora izabrati stranu u posljednjoj, divovskoj bitci u kojoj nisu ulog samo njihovi životi i sreća nego i budućnost svih slobodoljubivih pirata koja je ugrožena od šefa Istočnoindijske kompanije lorda Cutlera Becketta (Tom Hollander) i admirala Jamesa Norringtona (Jack Davenport).

## Uloge
- Johnny Depp - Jack Sparrow, piratski kapetan Crnog bisera, Piratski vladar Karipskog mora.
- Orlando Bloom - Will Turner, mladi kovač, zaručen za Elizabeth, guvernerovu kćer.
- Keira Knightley - Elizabeth Swann, kćer guvernera Port Royala.
- Tom Hollander - Lord Cutler Beckett, upravitelj Istočnoindijske trgovačke kompanije.
- Bill Nighy - Davy Jones, natprirodni vladar morskih dubina, kapetan Letećeg Holandeza
- Geoffrey Rush - Hector Barbossa, piratski kapetan Crnog bisera, Piratski vladar Kaspijskog mora.
- Jack Davenport - James Norrington, admiral u službi Istočnoindijske trgovačke kompanije.
- Chow Yun-Fat - Sao Feng, Piratski vladar Južnog kineskog mora.
- Kevin McNally - Joshamee Gibbs, Jackov prijatelj, prvi časnik na Crnom biseru.
- Jonathan Pryce - Weatherby Swann, britanski guverner Port Royala.
- Naomie Harris - Tia Dalma, voodoo vještica, zapravo morska boginja Calypso
- Stellan Skarsgård - Bootstrap Bill Turner, bivši pirat, otac Willa Turnera.
- Keith Richards - Kapetan Teague - Piratski vladar Madagaskara, čuvar Piratskog kodeksa.
- Greg Eliss - poručnik Groves, časnik u službi Istočnoindijske trgovačke kompanije.

## Zanimljivosti
- Objavljene umjetničke slike prizora iz filma prikazuju Davy Jonesa kao čovjeka, grad napravljen od brodskih olupina, Crni Biser kako se kreće usred pustinje pune rakova, brod na rubu golemog vodopada, borbu piratske flote i flote Istočnoindijske kompanije na rubu divovskog vrtloga i skup Obalnog Bratstva-devet piratskih vladara koji upravljaju svjetskim morima. Svaki od piratskih vladara, kao dokaz svog položaja, posjeduje piece of eight, doslovno prevedeno-komad od osam. Time se nazivalo španjolske srebrnjake koje se tada koristilo. U nekim prijevodima na hrvatski jezik ti srebrnjaci se nazivaju "osmaci".
- Neki od piratskih vladara su utemeljeni na povijesnim osobama. Tijekom video najave i objavljenih video isječaka također se pojavljuju zastave nekih povijesnih pirata.
- U filmu se pojavljuje morska božica Kalipso iz grčke mitologije. Proročica Tia Dalma je u stvari Kalipso, koju je Bratski Dvor (Brethren Court) zatočio u ljudskom tijelu.
- Rock glazbenik Keith Richards iz sastava Rolling Stones glumi kapetana Teaquea, bivšeg piratskog vladara Madagaskara, koji je otac Jacka Sparrowa i čuvar Piratskog Kodeksa. Richards je navodno zahtijevao da njegova čitava grupa sudjeluje u filmu kao njegova posada. Richards je na snimanju scena u kojima glumi naodno bio toliko pijan da su ga morali pridržavati.

## Nastavak
Scenarist Terry Rossio je objavio da će njegov tim napisati scenarij za četvrti film ali da nemaju garancije da će se film zaista i snimiti. Rekao je:"Mi ćemo napraviti i četvrti scenarij koji će, ako zadovolji producente, stići i na velika platna. Sve ovisi o nama."
Za sada je predložena priča o susretu Sparrowa i Barbosse u tek osnovanom New Orleansu gdje dogovaraju da zajedno pođu u potragu za Izvorom mladosti. 
U rujnu 2008. Johnny Depp je potpisao ugovor o ponavljanju uloge Jacka Sparrova u četvrtom filmu. Geoffrey Rush je također izrazio želju da ponovi ulogu Barbosse. Očekuje se da film bude snimljen do 2011.
Gore Verbinski je objavio da neće biti režiser četvrtog filma jer želi raditi na drugim projektima. Keira Knightley je izjavila da se neće vratiti u ulozi Elizabeth Swann.
11. rujna 2009. kompanija Disney objavila je da će se četvrti dio serijala zvati Pirates of the Caribbean: On Stranger Tides.

## Vanjske poveznice
- Službena stranica
- Pirati s Kariba: Na kraju svijeta u internetskoj bazi filmova IMDb-a
- Službeni trailer  Arhivirana inačica izvorne stranice od 20. ožujka 2007. (Wayback Machine)